# Комишуваха (притока Мокрої Волновахи)
Комишуваха — річка у Волноваському районі Донецької області, права притока Мокрої Волновахи.

## Опис
Довжина річки 20  км, похил річки — 4,8 м/км. Формується з багатьох безіменних струмків та 9 водойм. Площа басейну 96,5 км².

## Розташування
Комишуваха бере  початок  на південному сході від села Богданівки. Тече на північний схід і на околиці села Родникового впадає у річку Мокру Волноваху, праву притоку Кальміусу.